# Juan José Arreola
Juan José Arreola Zúñiga  (Zapotlán el Grande –hoy Ciudad Guzmán–, Jalisco; 21 de septiembre de 1918 - Guadalajara, Jalisco; 3 de diciembre de 2001) fue un escritor, actor  y editor mexicano.

## Biografía

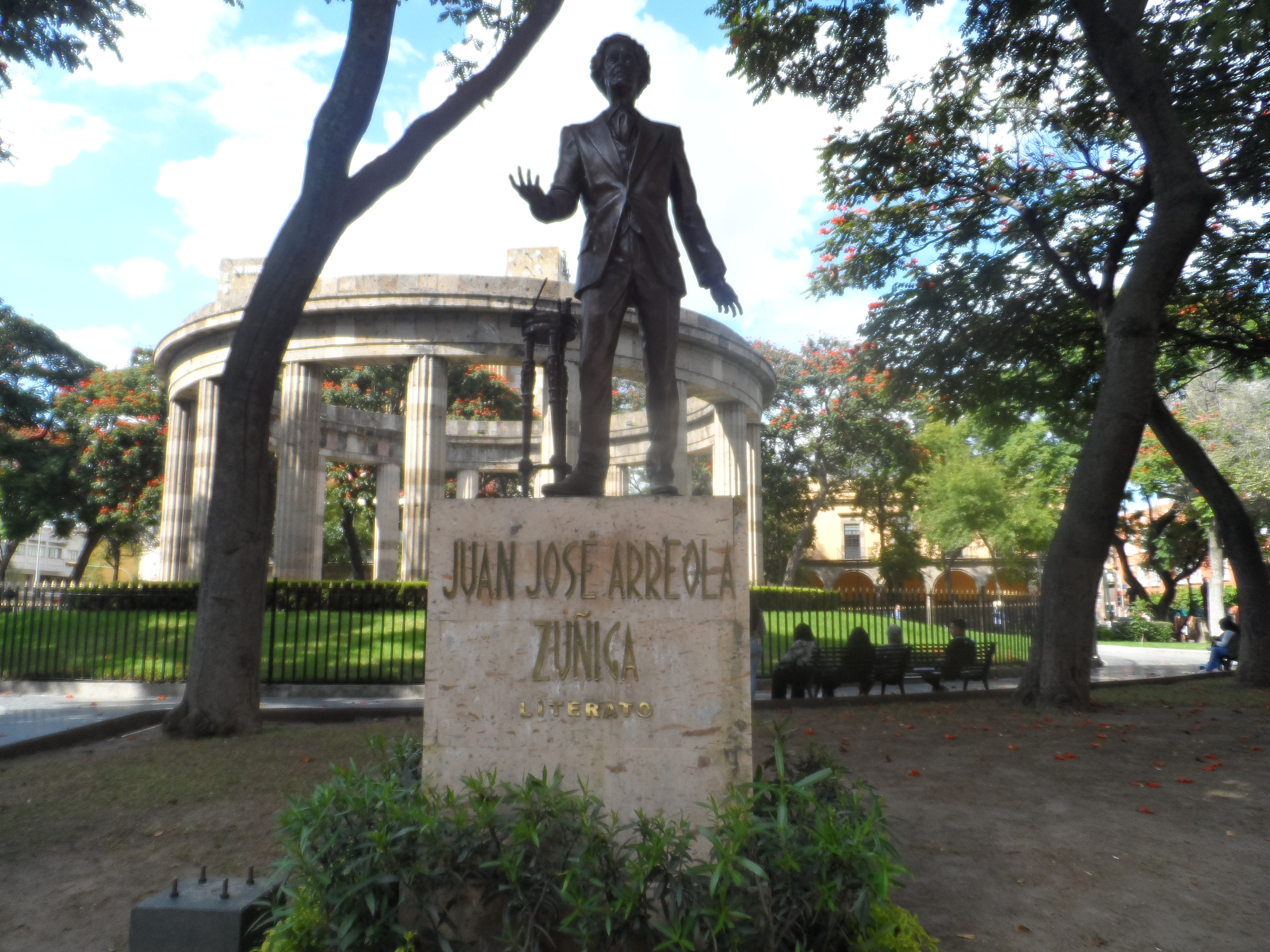
Estatua de Juan José Arreola en la Rotonda de los Jaliscienses Ilustres.

Juan José Arreola fue el cuarto de catorce hermanos. Asistió desde los tres años al Colegio de San Francisco, escuela de monjas francesas, en donde comenzó a tomar gusto por la literatura y por el conocimiento en general. Su infancia transcurrió durante la Revolución Cristera. Trabajaba como encuadernador con José María Silva, un pariente lejano, y posteriormente en la imprenta del Chepo Gutiérrez. Estos fueron sus primeros acercamientos al «mundo editorial, las imprentas y el encuadernado fino». Cumplidos los 15 años, el joven Arreola ya había leído a autores como Baudelaire, Whitman, Ludwig, Papini y Schwob.
A la edad de 19 años viajó a la Ciudad de México para ir a estudiar en la Escuela Teatral de Bellas Artes, en donde tomó clases con Fernando Wagner. Para costearse las clases, Arreola se desempeñó en diversos oficios, entre ellos el de actor de radionovelas de la XEQ.
Hacia 1939, trabajó como actor con Xavier Villaurrutia. En el mismo año dejó la Escuela Teatral de Bellas Artes y comenzó a trabajar con Rodolfo Usigli en la compañía Teatro de Medianoche. Tras una fallida gira en Celaya, decidió regresar a Zapotlán, el 8 de agosto de 1940, donde publicó su cuento Sueño de Navidad en la revista El vigía. En este cuento el mismo Arreola encontró influencias del cuentista ruso Leonidas Andreyev.
En 1941, tras un par de viajes a la Ciudad de México, sufrió una congestión alimenticia y una infección intestinal, lo cual le acarrearía una severa crisis de nervios que sufriría eventualmente durante el resto de su vida. Ya en Zapotlán, formó parte de una compañía teatral, impartió clases en una secundaria y continuó escribiendo. Es por estos años que escribió «Hizo el bien mientras vivió» (1943), el primero de sus escritos reconocidos.
Viajó a Guadalajara, donde, en 1943 y por recomendación de su primo Enrique, se entrevistó con Jorge Dipp, director del periódico El Occidental, en donde colaboró escribiendo artículos y como jefe de circulación hasta 1945.
En 1944, Louis Jouvet llegó a Jalisco invitado por una colonia francesa. Juan José Arreola, declarado admirador del actor, se entrevistó con él, quien le ofreció una beca del Instituto Francés de la América Latina, gracias a la cual, una vez terminada la Segunda Guerra Mundial, el mexicano pudo asistir a diversos espectáculos teatrales en París. Tras una fuerte depresión, la cual, junto con el severo clima de Francia, le trajo mayores malestares en su úlcera, Arreola decidió regresar a la Ciudad de México.
En 1946, ya instalado en México, trabajó como traductor, redactor y corrector en el departamento técnico del Fondo de Cultura Económica por recomendación de Antonio Alatorre. Tradujo La isla de Pascua (1950), de Alfred Métraux; El cine: su historia y su técnica (1950), de Georges Sadoul; El arte teatral (1951), de Gaston Baty y de René Chavance; y El arte religioso del siglo XII al siglo XVIII (1952), de Émile Male.
Ahí mismo conoció a Daniel Cosío Villegas, quien publicó Varia invención (1949), primer libro de Juan José Arreola editado bajo la colección Tezontle, cuya portada diseñó Juan Soriano. En un concurso para nombrar una colección de la editorial, Arreola resultó ganador tras proponer el nombre de Breviarios.
Simultáneamente trabajó en El Colegio de México, donde permanecería tras ser despedido del Fondo de Cultura Económica. En este período escribió Confabulario, publicado posteriormente, en 1952, por la editorial Fondo de Cultura Económica en su colección Letras mexicanas.
En 1956, Arreola recibió la propuesta de dirigir una compañía teatral que sería patrocinada por Difusión Cultural de la UNAM. Arreola la llamó Poesía en voz alta y representan obras de García Lorca, Ionesco, Paz, entre otros. Juan Antonio Rosado describió los objetivos de Poesía en voz alta de esta manera: «Tradición y vanguardia se fusionaron en Poesía en voz alta, cuya intención más importante fue volver a los orígenes del teatro a la palabra hablada, sin hacer a un lado el goce estético pero apartando ciertos rasgos antisolemnes que romperían con el convencionalismo imperante en el teatro nacional».
Nabor Carrillo, rector de la UNAM, invitó a Arreola a hacerse cargo de La Casa del Lago, la cual se inauguró el 15 de septiembre de 1959, y se convertiría en un importante centro cultural de la siguiente década donde se realizarían lecturas de poesía, audiciones de música y de grupos corales y funciones de cine de arte que contribuyeron a la educación del público interesado, en su mayoría universitario.
Tras el cambio de rector, Arreola fue destituido de la dirección de La Casa del Lago. Ante esto, se dedicó a impartir clases en la escuela de Teatro del INBA y en el Centro Mexicano de Escritores. Además, fue invitado a Casa de las Américas, en Cuba. En 1992 participó como comentarista de Televisa para los Juegos Olímpicos de Barcelona.

### Fallecimiento
Víctima de una hidrocefalia que lo aquejó durante sus últimos años, murió a los 83 años en su casa en Jalisco. Le sobrevivieron su viuda, Sara Sánchez (1918-2001), sus tres hijos (Claudia, Orso y Fuensanta) y seis nietos.

## Obra

### Características de su obra

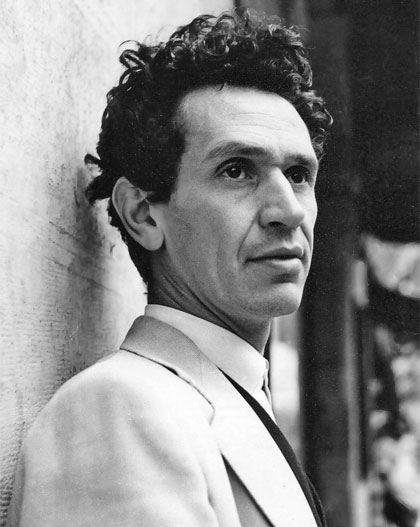
Arreola de joven

Los textos de Juan José Arreola, influidos por autores como Marcel Schwob, Julio Torri, Franz Kafka, Giovanni Papini, Jorge Luis Borges, Charles Baudelaire, tienen como características principales la brevedad, la ironía y la constante combinación de los recursos de distintos géneros literarios, como el cuento, la poesía y el ensayo.
Emmanuel Carballo hace hincapié en el sentido irónico de estos textos: «desarrollando contrastes, poniendo ejemplos –fábulas–, saltando de lo lógico a lo absurdo y viceversa, dejando escapar sigilosamente la ironía, Arreola ha venido construyendo un nuevo tipo de cuento». En otro ensayo, el crítico mexicano continúa: «su trayectoria literaria se podría resumir así: la ingenuidad que deviene sapiencia, la alusión que se convierte en elusión, el plano vertical que se torna plano oblicuo».
En cuanto al uso que hace Arreola de la concisión, Seymour Menton menciona que «dentro de esta difícil y compleja brevedad el escritor camina a sus anchas, porque sabe captar la esencia de las personas, las cosas y las acciones, porque no pretende realizar una pintura sino un aguafuerte, un grabado» 27. El mismo Juan José Arreola, consciente de esta virtud en sus textos, habla de su capacidad de reflejar a la naturaleza humana a través de «anécdotas que ponen en evidencia lo mismo cualidades que defectos. La anécdota viene a ser solamente el pretexto para capturar una partícula del ser humano».
En lo que refiere a los temas que abarcan la obra de Arreola, el autor los engloba en el drama del ser individual, incluyendo de esta forma al aislamiento, la soledad, la convivencia y la imposibilidad del amor. De este último, la crítica ha puesto especial atención: «el tema del amor es capital en su obra: va del idealismo adolescente a una visión aterradora y caricaturesca de la mujer, cifra y símbolo de la enajenación, el dolor y la muerte”. La severidad con la que trata el tema de la mujer le ha valido, junto a Julio Torri, la etiqueta de autor misógino.
A pesar de que la literatura fantástica sufre del prejuicio de estar desentendida de la realidad en la que se desenvuelve el creador, en Juan José Arreola se encuentran diversos cuentos, como «El guardagujas», en los que «revela que está constantemente preocupado por el verdadero sentido del mundo en que vive”.

#### Cuentos
- Gunter Stapenhorst (1946)

Es una plaquette perteneciente a la Colección Lunes que dirigían Pablo y Enrique González Casanova. Es el primer cuento de Juan José Arreola, en el que dispone un guion de los que se escribirá medio siglo después. Trata acerca de las imaginaciones de un arquitecto alemán en los años hitlerianos, pero predominan los estudios críticos sobre temas literarios, cinematográficos, teatrales y artísticos.
- Varia invención (1949)

Es el primer libro de Arreola cuyo título viene de un soneto de Luis de Góngora «varia imaginación» . En esta obra fluye una devoción por la literatura española del Siglo de Oro, sin embargo,  se distingue la herencia de Julio Torri y Efrén Hernández en la creación de muchas voces sonoras provenientes de distintas esferas del lenguaje.
La obra ha sido reeditada cuatro veces y, en todas, el autor ha cambiado el orden: trasladó a otros libros algunos textos («Nabónides» pasará en 1966 a Confabulario), corrigió y pulió los cuentos.
- Confabulario (1952)

Sobre esta obra escribe el propio Arreola lo siguiente:  es «la tentativa de resolver una serie de influencias y de maneras en una fórmula personal. Ésta es, dicho en pocas palabras, la condensación, la poda de todo lo superfluo, que me ha llevado a castigar el material y el estilo hasta un grado que, en dos o tres piezas, puede clasificarse de absoluto. Este afán me ha arrebatado muchas páginas: textos que tenían veinte o diez cuartillas llegaron a tener tres y una. Cuando logré condensar en media página un texto que media varias cuartillas, me sentí satisfecho».
Incluye: En verdad os digo, El rinoceronte, El guardagujas, Corrido, El discípulo, Pueblerina, La canción de Peronelle, Autrui, Sinesio de Rodas, Epitafio, El prodigioso miligramo, El lay de Aristóteles, El condenado, Una reputación, Los alimentos terrestres, Apuntes de un rencoroso, In memoriam, Prosodia, Baby H. P. y De balística. "Baby H. P." trata acerca de cómo obtener energía a partir de utilizar niños, un método carente de ética.
- Palíndroma (1971)

Incluye: Palindroma: Tres días y un cenicero, Starring all people, Hogares felices, Para entrar al jardín, Botella de Klein, El himen en México. Variaciones sintácticas: Duermevela, Profilaxis, Receta casera, De un viajero, La disyuntiva, Ciclismo, Astronomía, Historia de los dos ¿que soñaron?, Balada, Doxografías.
- Bestiario (1959)

Incluye: Bestiario: El rinoceronte, El sapo, El bisonte, Aves de rapiña, El avestruz, Insectiada, El carabao, Felinos, El búho, El oso, El elefante, Topos, Camélidos, La boa, La cebra, La jirafa, La hiena, El hipopótamo, Cérvidos, Las focas, Aves acuáticas, El ajolote, Los monos.
El bestiario es heredero de una larga tradición que se remonta desde el filósofo Esopo y que también está presente la idea del bestiario de Jean de La Fontaine, los hermanos Grimm, Hans Christian Andersen, hasta llegar a Jules Renard.
Ensayo
La palabra educación (1973)
En este libro, Jorge Arturo Ojeda se ha esmerado en recopilar fragmentos de la prosa oral de Juan José Arreola (charlas informales, entrevistas, párrafos trasladados a la cinta magnetofónica o a la libreta de taquigrafía). En él se puede rastrear la trascendencia de la temática que preocupa a Arreola: vida, cultura, conciencia, los jóvenes, el maestro, la palabra. En esta publicación se expresan los puntos de vista del autor, relacionados con los problemas de la educación, la cultura y la superación del hombre.
Y ahora la mujer (1975)
Inventario (1976)
Es una selección de los textos que Juan José Arreola escribió para El Sol de México, por invitación de Benjamín Wong Castañeda, director de dicho periódico. La columna se titulaba “De sol a sol” y apareció diario desde el sábado 8 de febrero de 1975 hasta el 10 de diciembre de 1976.
El libro contiene 150 textos (la tercera parte de los que publicó Arreola en el diario) con extensión de una cuartilla y media, a los cuales se les omitió la fecha y título con el que aparecieron en la columna original. Los temas son muy diversos, dada la vasta cultura del autor. Inventario fue publicado en 1976 por Grijalbo, inmediatamente después de que el jalisciense dejara de escribir en su columna.
Novela
La feria  (1963)
Única novela escrita por el autor, «resume temáticamente y estilísticamente la obra completa de Juan José Arreola». Compuesta de 288 fragmentos que pueden leerse independientemente sin dejar de formar parte de la totalidad, en La Feria se encuentran motivos costumbristas que denuncian la explotación a través del desfilar de las voces de los diversos personajes del pueblo
La estructura de La Feria tiene sus antecedentes en Cartucho de Nellie Campobello y en Poil de carotte (Piel de zanahoria) (1984), de Jules Renard, textos considerados por la crítica como «minificciones integradas», nombre dado a las «novelas formadas por fragmentos que nunca rebasan el espacio de una página».

## Editor

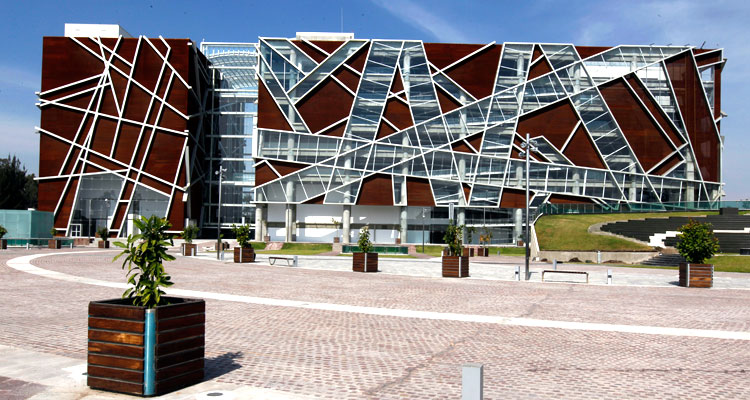
Biblioteca Pública del Estado de Jalisco "Juan José Arreola".

### Eos, Revista Jalisciense de Literatura
Revista mensual mexicana fundada por Arreola y Arturo Rivas,  cuyo primer número se publica el 30 de julio de 1943. La publicación contaba con el apoyo de Rodolfo González Guevara, Antonio Arendáin y la Universidad de Guadalajara.
La revista tenía forma de libro y destacaba un tema principal. En los cuatro números aparecieron dos secciones fijas que eran «Notas», en la cual reseñaban libros de reciente aparición, y «Noticias», donde publicaban información referente a simposios, estudios, seminarios, mesas redondas, congresos, tanto literarios como culturales.
El primer número de Eos colaboró Arreola con el cuento «Hizo el bien mientras vivió». El segundo número, 30 de agosto de 1943, destacan las colaboraciones de Noel Rivas Sainz con «El diablo» y una nota a El luto humano de José Revueltas. La tercera entrega, 30 de septiembre de 1943, fue dedicada a la memoria de Manuel Martínez Valadez que contaba con seis notas de su obra. La última entrega se realizó el 31 de octubre de 1943. Su trabajo principal fue el cuento «Micaela» de Edmundo Báez, además de que Arreola publicó diez «Décimas» de tono amoroso, constituyendo uno de los raros ejemplos de creación poética de Arreola.
Se deja de editar por falta de textos de calidad, falta de colaboradores y de recursos económicos. La revista fue importante porque colaboraron escritores reconocidos, además, fue una de las primeras publicaciones donde Arreola se dio a conocer como escritor.

### Pan, Revista de Literatura
Revista editada en Guadalajara por Arreola y Antonio Alatorre, de junio a noviembre de 1945. Se considera la revista Eos como su antecesora.  El primer número fue publicado el 1 de junio de 1945.
Las publicaciones principales de la revista fueron, en el primer número, la colaboración de «Fragmentos de una novela» por Juan José Arreola, «Reflexiones sobre la forma», de Arturo Rivas Sainz. En el segundo número, 2 de julio de 1945, Juan Rulfo publica su cuento «Nos han dado la tierra», el cual impulsó el reconocimiento de Rulfo en el campo de las letras mexicanas. En la entrega número tres, agosto de 1945, Arreola publica «El converso». En el cuarto número, 1 de septiembre de 1945, se publica un poema inédito de Ramón López Velarde, «El adiós». El 1 de octubre de 1945 se publica la quinta entrega de la revista, que tiene como texto principal «Carta a un amigo» de Paul Valery. A partir del número seis la edición estará a cargo de Antonio Alatorre y Juan Rulfo porque Arreola viaja a Francia; sin embargo, hay colaboraciones de Arreola, como «Carta a un zapatero que compuso mal unos zapatos» y «Un soneto»; también se publica «Macario», de Juan Rulfo.
La revista no contó con suscriptores y anunciantes. Fue auspiciada por particulares de Guadalajara.

### Los Presentes
Arreola creó la colección llamada Los Presentes (1954- 1957) en memoria del tipógrafo y editor jalisciense Ignacio Cumplido. Arreola buscaba editar la obra de ciertos jóvenes y de ciertos escritores consagrados para brindar un panorama en movimiento de la literatura.
Dicha colección editó 50 títulos en menos de dos años, entre los que se destacan Final de juego de Julio Cortázar, Práctica de vuelo, de Carlos Pellicer Lilus Kikus de Elena Poniatowska. La colección se suspende en 1956.En total aparecieron setenta y un títulos, sesenta dentro de la colección y once fuera de serie.

### Cuadernos del Unicornio
Serie de cuadernos editados por Arreola del 28 de junio al 30 de diciembre de 1958. No estaban destinados al comercio, aunque llegaron a venderse en algunas librerías como la Madero y la Porrúa.
Entre los colaboradores figuran La sangre de medusa (1958) de José Emilio Pacheco, Nocturno de amor (1958) de Elías Nandino, La otra hermana (1958) de Beatriz Espejo. Por otro lado, colaboradores de Los Presentes publicaron en esta serie, como Eduardo Lizalde con Odesa y Cananea, Las estaciones de Rafael Solano, Fábula en mi boca de Gelsen Gas, Canto llano a Simón de Bolívar de Bonifaz Nuño.
- Los libros del unicornio
Simultáneo a los cuadernos, Juan José Arreola publicó libros con pie de imprenta de El Unicornio, Cuadernos de ensayo y Libros del Unicornio, también varios títulos fuera de serie. Los cuadernos de ensayo solo tuvieron tres números. Se dieron a conocer dramaturgos de primer nivel como Héctor Azar, Carlos Solórzano, Olivia Zúñiga y Arturo Martínez Cáceres. En estas ediciones, Arreola se interesó de sobremanera por la variedad en el formato y el diseño de los libros. Hubo varios formatos, para plaquetas, otros para cuadernos de ensayo y otro más para los libros de creación.

### Mester
Revista del Taller Literario de Juan José Arreola. El primer número apareció en mayo de 1964. En su primer año de vida se publicaba cada trimestre,  luego fue perdiendo periodicidad por falta de recursos. En total, fueron doce números que salieron de la revista, el último salió en 1967. Se publicaron autores como Elsa Cross, Elva Macías, Jorge Arturo Ojeda, Andrés González Pagés, José Agustín y Juan Tovar.
Además de la revista, en Mester, Arreola publicó tres libros: la novela corta La tumba (1964) de José Agustín, los cuentos de La puerta de los clavos (1966), de Eduardo Rodríguez Solís, así como el poemario Visitaciones (1964) de Guillermo Fernández.

## Televisión
A finales de los 70, Televisa le da un programa con tintes literarios que, sin embargo, tuvo que cancelarse por la baja audiencia. En los años 80 a través del Instituto Mexicano de la Televisión (IMEVISIÓN) conduce y dirige la serie cultural «Aproximaciones» que tuvo gran acogida por la crítica y el público siendo considerado el mejor programa cultural de la televisión mexicana. En 1986 es invitado por Televisa para ser comentarista en el mundial de fútbol México 86. En septiembre de 1990 la empresa Cablevisión invita a Juan José Arreola a realizar el programa de TV Arreola y su mundo el cual obtuvo gran audiencia, se llegaron a filmar 119 programas. El programa consistía en largas pláticas donde Arreola hablaba de sus pasiones, de sus escritores favoritos – Proust, Borges, López Velarde-, de deportes como el ping pong y el ajedrez, de sus ideas sobre la vida, de sus amistades. En 1992 participó como comentarista de Televisa para los Juegos Olímpicos de Barcelona.

## Proyectos homenaje

### Arreola por Arreola. Bestias y Prodigios
En 2018, Alonso Arreola, nieto de Juan José Arreola, creó el proyecto Arreola por Arreola. Bestias y Prodigios, el cual combina música, poesía, actuación y trabajo plástico. En ese año, el proyecto montó un espectáculo con motivo del 60 aniversario del libro Bestiario y en el cual participaron junto a Alonso, su hermano José María Arreola, baterista y escritor; la cantante Iraida Noriega; y el cineasta Arturo López “Pío".
En 2019, el proyecto presentó un nuevo espectáculo titulado La Migala. Una lectura suicida, basado en el cuento «La Migala». En esta ocasión participaron Alonso Arreola; Denise Gutiérrez, de la banda Hello Seahorse!; el cantante Juan Manuel Torreblanca, y la bajista y productora Sofía Mora. Además del texto de Juan José Arreola, el montaje incluyó poemas de Jorge Cuesta, Jaime Torres Bodet, Teresa Vera y Antonieta Rivas Mercado, y música de Eugenio Toussaint, INXS, Lucha Reyes, Soundgarden, Nirvana, Emerson, Lake & Palmer, Elliott Smith, Jeff Buckley y Joy Division.

## Premios
- Premio Jalisco de Literatura 1953. Premio Festival Dramático del INBA 1955, por La hora de todos.

- Premio Xavier Villaurrutia, 1963, por La feria.

- Premio Nacional de Periodismo, 1977. Oficial de Artes y Letras del Gobierno de Francia, 1977.
- Premio Azteca de Oro a la revelación anual de televisión, 1975.
- Premio Nacional de Ciencias y Artes (Lingüística y Literatura), 1979.
- Premio UNAM, 1987, en aportación artística y extensión de la cultura.
- Premio Jalisco de Letras, 1989.
- Premio Internacional de Literatura Juan Rulfo, 1990.
- Premio Internacional de Literatura Latinoamericana y del Caribe Juan Rulfo, 1992.
- Premio Internacional Alfonso Reyes, 1995. doctor honoris causa, en 1996, por la Universidad de Colima, y por la UAM.
- En 2000, la Universidad del Claustro de Sor Juana, Casa Lamm, y el Centro Universitario de Integración Humanística y de Estudios Universitarios de Londres, le entregaron una de las 17 medallas a los sabios de fin del siglo XX.

## Entrevistas
- Anónimo, Ciclo “El intelectual y su memoria”: Juan José Arreola,  Universidad de Granada, Facultad de Filosofía y Letras, 1993 [tomado de  https://www.youtube.com/watch?v=jzyZy8PSQNE ] Consultado el 27 de noviembre de 2015.
- Carballo, Emmanuel. Protagonistas de la literatura mexicana. Ediciones del Ermitaño/SEP, México, 1986.
- Cruz, Ana (dir. y prod.), Imprescindibles Siglo XX: Juan José Arreola,  Ediciones Cal y Arena/ Arte y Cultura en Movimiento, México, 2000  [tomado de https://www.youtube.com/watch?v=cc7Nmq21T-M ]. Consultado el 25 de noviembre de 2015.
- Leñero, Vicente et al. ¿Te acuerdas de Rulfo, Juan José Arreola? Entrevista en un acto (1987). México, Proceso/Universidad de Guadalajara
- AA. VV. Confrontaciones. Juan José Arreola (1987). México, UAM

## Acusaciones de escritoras famosas
La escritora mexicana Elena Poniatowska (n. 1932), en su novela El amante polaco (2019), revela que habría sido víctima de una violación por parte de Juan José Arreola en 1954, durante una de las frecuentes visitas que la joven escritora de 22 años realizaba a la casa del intelectual, con quien mantenía una relación de amistad y era su alumna. Según narra Poniatowska, ella quedó embarazada y al año siguiente nació su primer hijo, Emmanuel Mane, que no lleva el apellido Arreola. Esta denuncia se suma a la hecha en 1976 por parte de la pianista y poetisa mexicana Tita Valencia (n. 1938), quien también acusa al escritor de violencia de género. Familiares de Arreola por su parte han desmentido estas acusaciones publicando cartas de Elena Poniatowska y de Tita Valencia dirigidas a Arreola en las que ellas mismas le hablan con un afecto y un tono que contradice sus acusaciones recientes. (Las cartas completas, sin edición, pueden leerse en el enlace de la referencia)  Se pueden tomar frases aisladas donde Poniatowska se dirige a él como «su querido Juan José» y agrega «Ahorita lo que importan son tus hijos grandes, y no el bebé. (...) Que yo estoy bien y estaré bien», o de Tita Valencia que en una carta le "pide perdón por su actitud cambiante".

## Memorias
- Arreola, Orso, El último juglar, Memorias de Juan José Arreola, Editorial Diana, México, 1998.
- Paso, Fernando del. Memoria y olvido. Vida de Juan José Arreola (1920-1947), contada a Fernando del paso (1994). México, CNCA